# Live Oak, Texas
Live Oak är en stad i Bexar County i Texas. Vid 2010 års folkräkning hade Live Oak 13 131 invånare.